# Folk revival britannico
Il folk revival britannico, a cui ci si riferisce spesso anche con il suo equivalente inglese British folk revival, incorpora una serie di movimenti per la raccolta, la conservazione e l'esecuzione della musica folk nel Regno Unito e nei relativi territori e paesi, che hanno avuto origini già nel XVIII secolo. È generalmente associato a due movimenti, solitamente indicati come primo e secondo revival, rispettivamente tra fine del XIX / inizio del XX secolo e la metà del XX secolo. Il primo includeva un maggiore interesse e studio della musica folk tradizionale, il secondo faceva parte della nascita della musica folk contemporanea. Entrambi ebbero un profondo impatto sullo sviluppo della musica classica britannica e nella creazione di una scuola "nazionale" o "pastorale" e hanno portato alla creazione della sottocultura dei folk club e dei festival folk, nonché sottogeneri influenti tra cui il progressive folk ed il folk rock britannico.

## Storia

### Origini

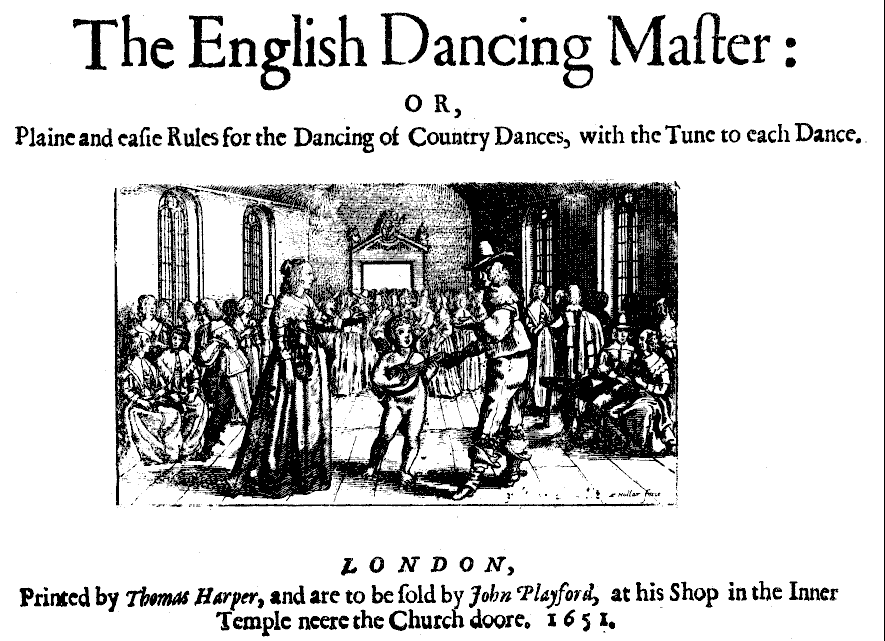
Copertina della 1ª edizione del The Dancing Master (1651)

I cambiamenti sociali e culturali nella società britannica all'inizio dell'era moderna, spesso visti come la creazione di maggiori divisioni tra i diversi gruppi sociali, portarono dalla metà del XVII secolo agli inizi di un processo di riscoperta di molti aspetti della cultura popolare, inclusi festival, folklore, ballo e canzoni folk. Questi aspetti generarono a una serie di prime raccolte di spartiti stampati, tra cui quelli pubblicati da John Playford come The English Dancing Master (1651), le collezioni private di Samuel Pepys (1633–1703) e le Roxburghe Ballads raccolte dal primo conte di Oxford Robert Harley (1661–1724). Nel corso del XVIII secolo queste raccolte divennero sempre più numerose e tra queste vanno menzionate Wit and Mirth: or, Pills to Purge Melancholy (1719–20) di Thomas D'Urfey e Reliques of Ancient English Poetry (1765) del vescovo Thomas Percy, che conteneva anche materiale della tradizione orale. Alla fine del XVIII secolo le collezioni di materiale a diffusione orale erano molte, e tra queste va ricordato quello dell'Inghilterra settentrionale chiamato The Bishopric Garland (1792) di Joseph Ritson.
In Scozia la prima raccolta stampata di musica secolare fu dell'editore John Forbes ad Aberdeen nel 1662 con il titolo Songs and Fancy: to Thre, Foure o Five Partes, both Apt for Voices and Viols. Fu stampato tre volte nei successivi vent'anni e conteneva settantasette canzoni, di cui venticinque di origine scozzese. Nel XVIII secolo le pubblicazioni includevano Original Scotch Tunes (1700) di Playford, Music Book (1710) di Margaret Sinkler, Choice Collection of Comic and Serious Scots Poems both Ancient and Modern (1711) di James Watson, Orpheus caledonius: or, A collection of Scots songs (1733) di William Thomson, The Caledonian Pocket Companion (1751) di James Oswald e Ancient and modern Scottish songs, heroic ballads, etc.: collected from memory, tradition and ancient authors (1776) di David Herd. Questi furono poi acquisiti dal The Scots Musical Museum, pubblicati in sei volumi dal 1787 al 1803 da James Johnson e Robert Burns. The Select Scottish Airs raccolte da George Thomson e pubblicate tra il 1799 e il 1818 includevano contributi di Burns e Walter Scott.
Con la rivoluzione industriale il processo di stratificazione sociale si intensificò e i temi della musica folk iniziarono a passare dalla vita rurale e agricola alle canzoni di lavoro industriali. Negli anni 1830 e '40 la consapevolezza che le forme più antiche di canto venivano abbandonate e dimenticate suscitò un rinnovato interesse per la raccolta di canzoni popolari, compreso il lavoro di William B. Sandys Christmas Carols Ancient and Modern (1833), A Collection of National English Airs (1838) di William Chappell e Ancient Poems, Ballads and Songs of the Peasantry of England (1846) di Robert Bell.

### 1890–1920: Il primo folk revival britannico

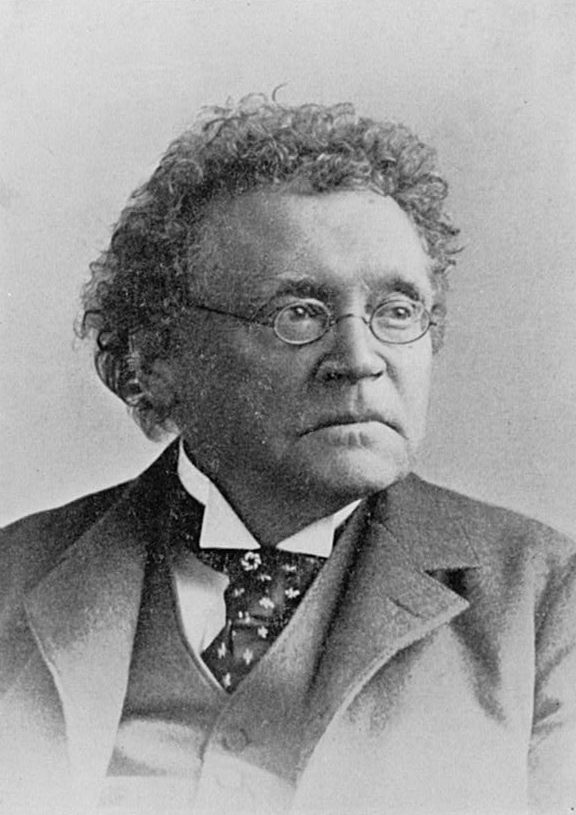
Francis James Child

Questi sviluppi, forse combinati con i cambiamenti nella natura dell'identità britannica, portarono alla volontà molto del mondo accademico di registrare quella che era vista come una tradizione in via di estinzione. Oggi questo periodo viene denominato primo folk revival inglese o britannico.

#### La natura del primo folk revival
Il primo revival britannico si concentrò sulla trascrizione, e in seguito sulla registrazione, delle canzoni degli artisti rimasti. Verso la fine del XX secolo, un importante catalizzatore per la rapida espansione di questo movimento fu il lavoro del musicologo tedesco espatriato Carl Engel, che in una raccolta di saggi pubblicata nel 1879 affermò provocatoriamente che gli sembrava:
Engel ha proseguito suggerendo che:

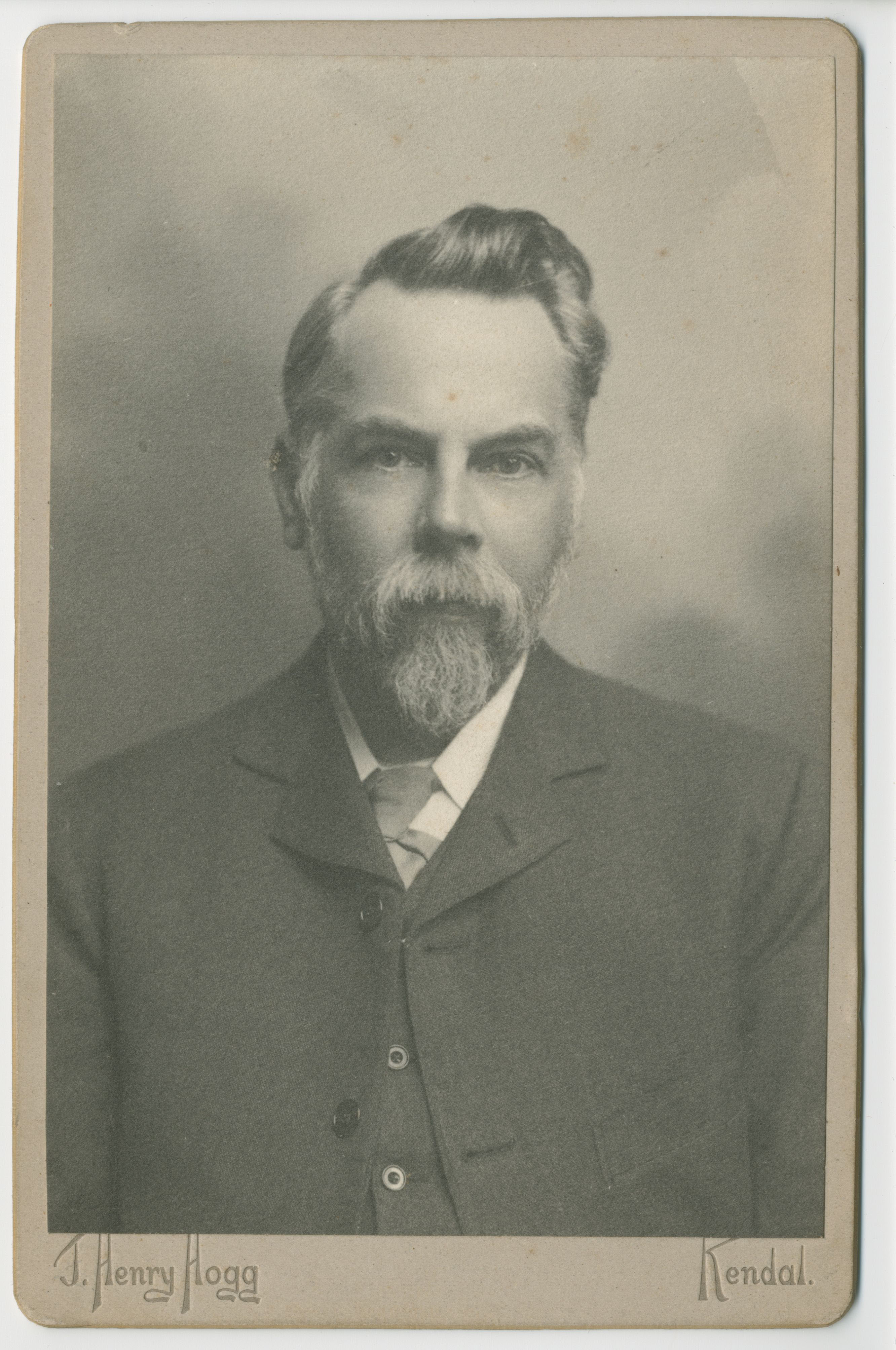
Il collezionista di canzoni folk Frank Kidson nel 1900

Il significato dell'influenza di Engel sullo sviluppo del folk revival inglese è evidente sia nella stretta somiglianza delle attività dei collezionisti di musica folk con il modello di lavoro sul campo da lui suggerito, sia negli espliciti riferimenti fatti da Cecil Sharp ai saggi di Engel in English Folk-Song: Some Conclusions (1907, p. 2).
Tra le figure più influenti del primo revival c'erano il professore dell'Università di Harvard come Francis James Child (1825-1996), Sabine Baring-Gould (1834-1924), Frank Kidson (1855-1926), Lucy Broadwood (1858-1939) e Anne Gilchrist (1863–1954). Kidson e Broadwood furono importanti nella fondazione della Folk Song Society nel 1898. In seguito, le figure principali di questo movimento furono Cecil Sharp (1859-1924) e la sua assistente Maud Karpeles (1885-1976) e i compositori Ralph Vaughan Williams (1872–1951), George Butterworth (1885–1916) e l'australiano Percy Grainger (1882–1961). Tra questi, la raccolta di otto volumi di Child The English and Scottish Popular Ballads (1882-1892) è stata la più importante nella definizione del repertorio degli artisti successivi, mentre l'insegnante di musica Cecil Sharp è stato probabilmente il più importante nella comprensione della natura della canzone folk. Sharp ha prodotto i cinque volumi Folk Songs from Somerset dal 1904 al 1909 e ha fondato la English Folk Dance Society nel 1911, un'indicazione del suo interesse parallelo per la musica da ballo. Le sue conferenze e altre pubblicazioni hanno tentato di definire una tradizione musicale di origine rurale, orale nella trasmissione e di natura comunitaria. In Scozia i collezionisti includevano figure come il reverendo James Duncan (1848-1917) e Gavin Greig (1856-1914), e in Galles Nicholas Bennett (1823-1899).

#### Revival ed identità nazionale

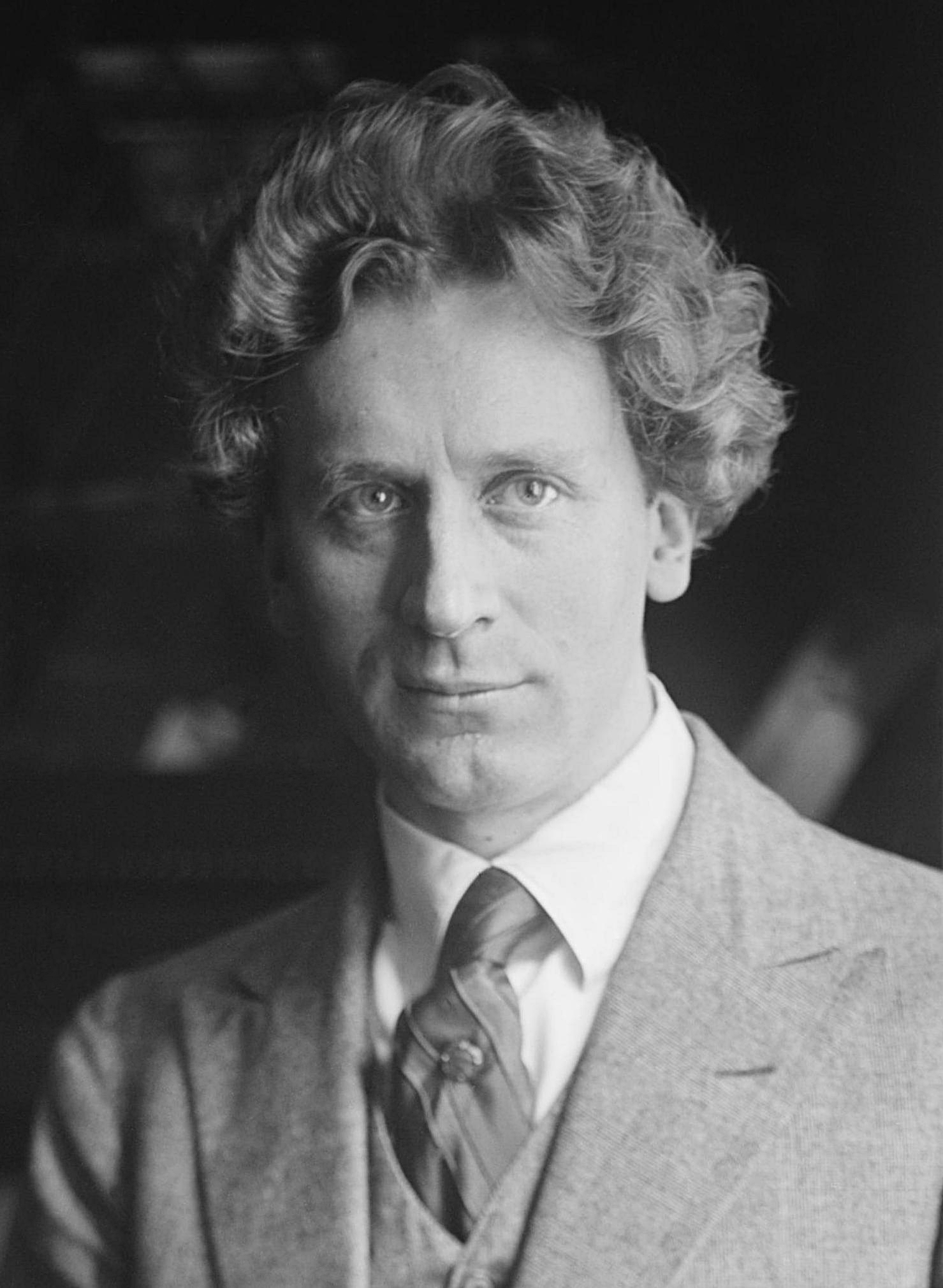
Percy Grainger.

C'era un forte elemento nazionalista nella motivazione per la raccolta di canti popolari. In un clima generale di crescente nazionalismo tipico del periodo precedente alla prima guerra mondiale, il Board of Education nel 1906 sancì ufficialmente l'insegnamento delle canzoni folk nelle scuole. Uno dei maggiori effetti del revival folk fu la creazione di una forma distintiva inglese di musica classica, conosciuta come la scuola inglese "nazionale" o "pastorale". Sharp, tra gli altri, ha promosso il revival folk inglese come risposta all'opinione comune secondo cui la musica colta inglese, dalla morte di Henry Purcell, si era basata perlopiù su compositori e stili europei ed era quindi indistinguibile da altre forme nazionali. Questa connessione tra il folk revival inglese e l'English Musical Renaissance è stata fortemente enfatizzata nei resoconti storici della musica colta inglese nel corso del XX secolo (ad esempio, vedere Frank Howes, The English Musical Renaissance (1966)). In ogni caso, la ricerca di una voce inglese distintiva ha fatto crescere molti compositori, come Percy Grainger (dal 1905), Ralph Vaughan Williams (dal 1906) e George Butterworth (dal 1906), spingendoli ad utilizzare le loro scoperte nella musica folk direttamente nelle composizioni. Vaughan Williams fu anche l'editore dell'English Hymnal (1906) e utilizzò molti brani raccolti e compose poesie per produrre nuovi canti religiosi. Allo stesso modo, altri compositori come Gustav Holst (1874-1934) e Frederick Delius (1862-1934) hanno scritto musica adottando sezioni, cadenze o temi della musica folk inglese. Negli anni '40 questa particolare tendenza tra i compositori aveva iniziato a placarsi e altre contaminazioni sarebbero state più significative nel secondo folk revival.
Sviluppi simili si possono osservare in Scozia nell'opera di Sir Alexander Mackenzie, che celebrò la sua nativa Scozia in tre Scottish Rhapsodies per orchestra (1880–81, 1911), e in varie opere concertate per pianoforte o violino e orchestra composte negli anni 1880 e 1890. Allo stesso modo, Pibroch (1889), Border Ballads (1908) e Solway Symphony (1911) di John McEwen incorporavano melodie folk tradizionali scozzesi.

#### Critica
Il primo revival folk britannico fu però criticato, in particolare da David Harker, che lo accusò di avere una visione romantica della società agricola, che lo portò ad ignorare le forme di musica urbane e industriale come le canzoni di lavoro e quelle eseguite nei music hall. L'attenzione alla raccolta di esecuzioni ha poi fatto trascurare il complesso, ma importante, rapporto tra le forme stampate e quelle orali, in particolare il ruolo delle broadside ballad, che a volte erano registrazioni di canzoni esistenti e altre l'origine o il punto di trasmissione per altre. Sebbene i collezionisti, da Grainger nel 1905 in poi, abbiano sperimentato le nuove tecnologia di registrazione, generalmente le respinsero per concentrarsi sulla trascrizione di canzoni folk, seguendo una via diversa rispetto all'analogo movimento in America, che con John Avery Lomax fece ampie registrazioni per la Biblioteca del Congresso dal 1933. Si pensa che questo abbia creato difficoltà, dal momento che i particolari dell'esecuzione siano andati persi e i collezionisti spesso hanno adattato la notazione per adattarla alle proprie interpretazioni, spesso classiche, della musica o per adattarsi ai propri preconcetti.

### 1945–1969: Il secondo folk revival britannico
La raccolta di canti popolari continuò dopo la prima guerra mondiale, ma l'impulso nazionalista si era placato e con la scomparsa della tradizione c'erano meno cantanti disponibili come fonti. Nel 1932 la Folk-Song Society e la English Folk Dance Society si fusero per diventare la English Folk Dance and Song Society (EFDSS). Nuove forme di media come il fonografo e il film sonoro fecero sì che a partire dagli anni '20 la musica americana iniziò ad essere sempre più importante e persino dominante nella cultura popolare britannica, portando a un ulteriore declino della musica tradizionale. La canzone folk britannica avrebbe potuto diventare un interesse puramente accademico se non fosse stato per una seconda ondata di revival, che assunse un'enfasi molto diversa.

#### La natura del secondo folk revival

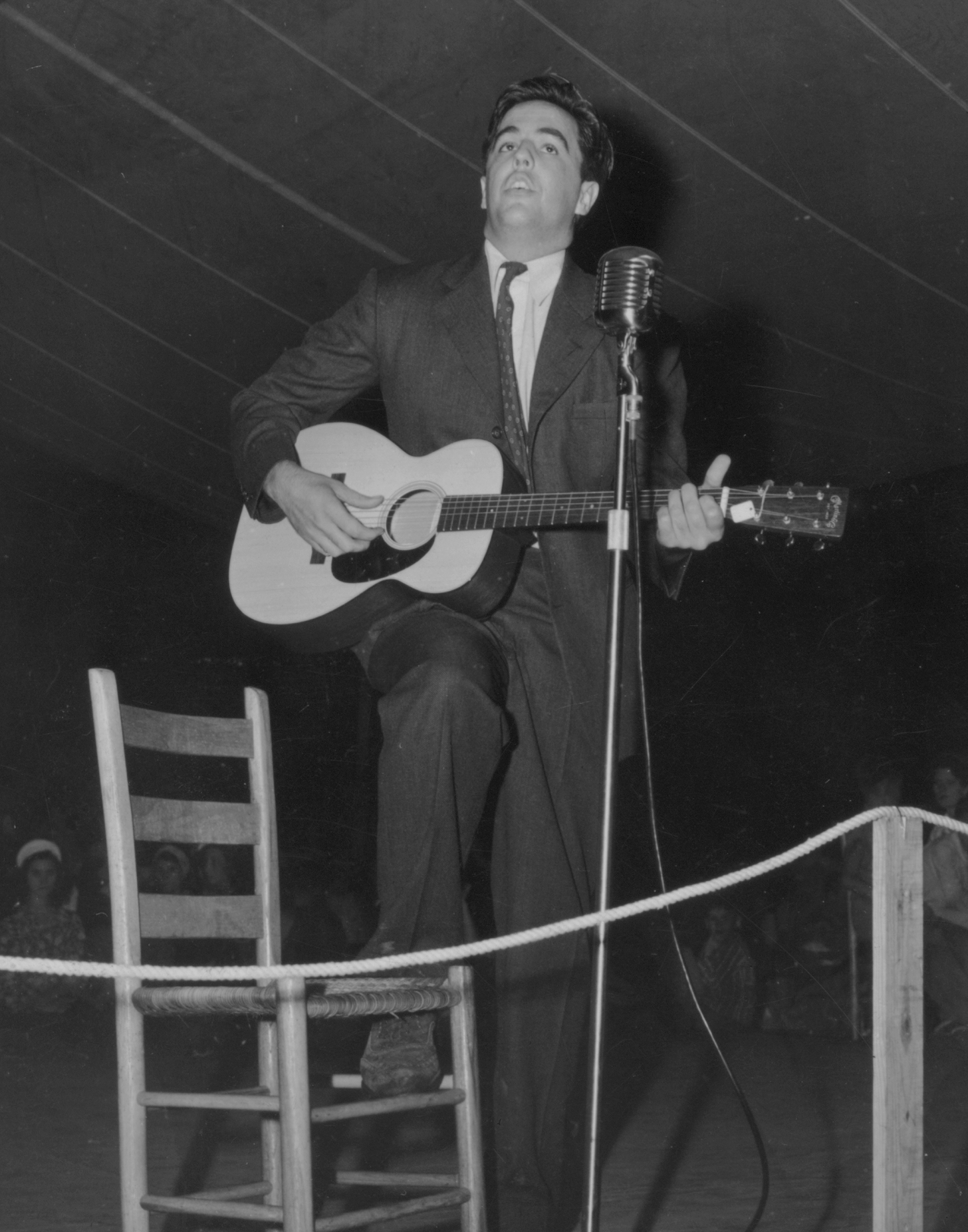
Alan Lomax suona al Mountain Music Festival ad Asheville, North Carolin.

Il secondo folk revival in Gran Bretagna seguì un movimento simile in America, al quale fu collegato da individui come Alan Lomax, che si era trasferito in Gran Bretagna nell'era del maccartismo e che lavorava in Inghilterra e Scozia. A differenza del primo revival, che si occupava interamente di musica folk tradizionale, il secondo revival faceva parte della popular music contemporanea non del folk tradizionale. Come il revival americano, era spesso apertamente di sinistra nella sua politica, e le figure di spicco, Ewan MacColl e A. L. Lloyd di Salford, erano entrambi coinvolti nel sindacalismo e nella politica socialista.
Diverse persone avevano imparato le antiche canzoni della tradizione orale dalle loro comunità e quindi ne hanno conservato le versioni autentiche. Questi individui, come Sam Larner, Harry Cox, Fred Jordan, Walter Pardon e Frank Hinchliffe pubblicarono album propri e furono venerati dai revivalisti folk.
In Scozia le figure chiave erano Hamish Henderson e Calum McLean che raccolsero canzoni e resero di dominio pubblico artisti tra cui Jeannie Robertson, John Strachan, Flora MacNeil e Jimmy MacBeath. In Galles la figura chiave fu Dafydd Iwan, che fondò l'etichetta discografica Sain nel 1969.
Il secondo folk revival britannico si costruì sull'opera del primo, sfruttando molte delle sue risorse. MacColl registrò molte delle Child Ballads e Lloyd alla fine si unì al consiglio di amministrazione dell'EFDSS. La società è stata anche responsabile della sponsorizzazione di un programma radiofonico della BBC Home Service dal titolo As I Roved Out, basato su registrazioni sul campo fatte da Peter Douglas Kennedy e Seamus Ennis dal 1952 al 1958, che probabilmente ha avuto un ruolo centrale nell'introdurre la popolazione in generale alla musica folk britannica e irlandese.
Tuttavia, il secondo folk revival differiva dal primo sotto diversi aspetti importanti. In contrasto con l'enfasi di Sharp sul rurale, gli attivisti del secondo revival, in particolare Lloyd, enfatizzarono la musica da lavoro del XIX secolo, comprese le canzoni marinaresche e le canzoni del lavoro industriale, reso evidente nell'album The Iron Muse (1963). Lloyd ha anche registrato un intero album di canzoni folk erotiche intitolato "The Bird in the Bush" (1966).

#### I folk club

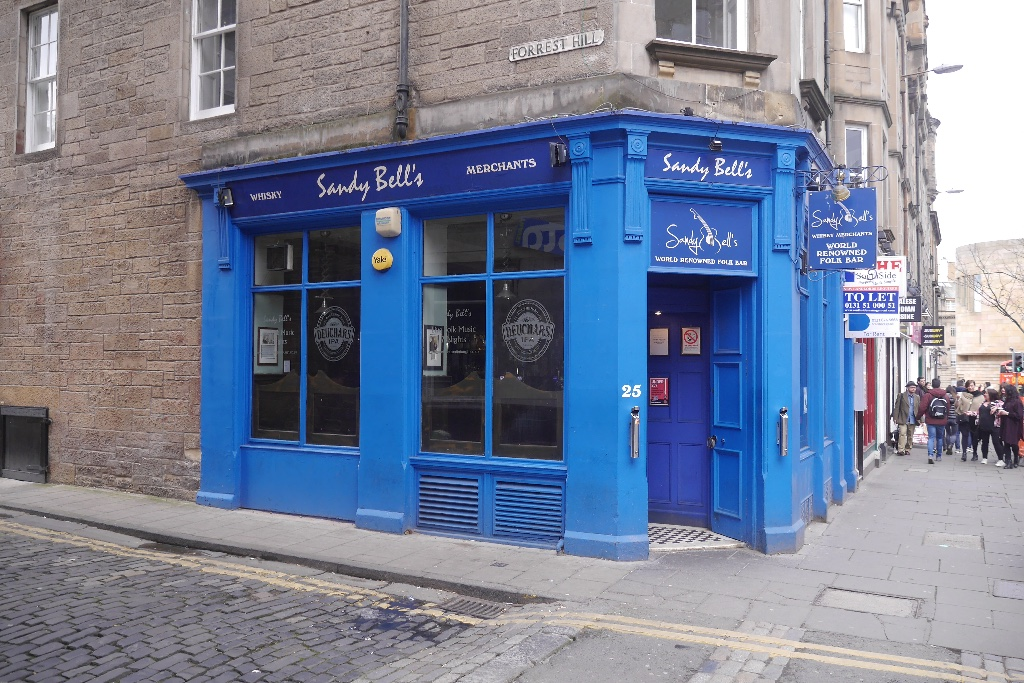
Il folk club Sandy Bell's di Edimburgo era frequentato da Hamish Henderson

L'espansione della scena del folk revival è stata attribuita alla breve mania britannica dello skiffle del 1956-58. Guidato dalla hit di Lonnie Donegan Rock Island Line (1956) lo skiffle è divenuto parte della cultura giovanile dei caffè, in cui band improvvisate con chitarre acustiche e strumenti improvvisati come assi per lavare e casse da tè, suonavano per il pubblico di adolescenti. Oltre ai numerosi musicisti jazz, blues, pop e rock successivi che hanno iniziato a esibirsi in band di skiffle c'erano un certo numero di futuri artisti folk, tra cui Martin Carthy e John Renbourn. Lo. skiffle ha anche portato ad una maggior familiarità con la musica delle radici americane e ha contribuito ad espandere il movimento dei folk club britannici, dove anche la musica folk americana iniziò a essere suonata e che furono una parte importante del secondo folk revival. Tra i primi folk club vi era il Ballads and Blues Club di Londra fondato da MacColl nel 1953. Questi club di solito si incontravano nelle località urbane, ma le canzoni qui cantate spesso richiamavano un passato rurale preindustriale. Per molti versi questa fu l'adozione da parte della classe media della musica folk ormai dimenticata. A metà degli anni '60 c'erano probabilmente più di 300 folk club in Gran Bretagna, che fornivano un importante circuito per gli artisti che eseguivano canzoni e melodie tradizionali in acustica, dove alcuni potevano sostenersi suonando per un pubblico piccolo ma impegnato. Alcuni club hanno sviluppato politiche in base alle loro preferenze musicali ed agli artisti che avrebbero portato. Artisti come Ewan MacColl e Peggy Seeger si rifiutarono di limitarsi a canzoni rurali o addirittura industriali, ma scrissero o portarono questioni politiche scottanti nel loro repertorio. Altri artisti che si sono fatti una reputazione suonando canzoni folk tradizionali nei club britannici includevano i cantanti inglesi Copper Family, The Watersons, Ian Campbell Folk Group, Shirley Collins e Martin Carthy, e dalla Scozia Alex Campbell, Jean Redpath, Hamish Imlach e Dick Gaughan e gruppi come The Gaugers e The Corries.

#### La Topic records
Un fattore significativo nella prima crescita del folk revival fu l'uscita della Topic Records, fondata come propaggine della Workers' Music Association nel 1939. Dal 1950 circa Ewan MacColl e A. L. Lloyd vi furono fortemente coinvolti, producendo diversi dischi di musica tradizionale. Nel 1960 l'etichetta divenne indipendente e finanziariamente sicura dopo l'uscita di The Iron Muse nel 1963. Negli anni '70 la Topic pubblicò una serie di album di artisti all'avanguardia tra cui Nic Jones, Dick Gaughan, The Battlefield Band, nonché importanti figure della scena folk tra cui Martin Carthy. Dagli anni '80 hanno anche iniziato a ristampare il loro catalogo arretrato su CD. Alla fine degli anni '90, con la rinascita del folk tradizionale, guidata dai bambini del revival come Eliza Carthy, la Topic ha ottenuto un successo sia commerciale che di critica.

#### Critica
Le critiche al secondo folk revival includono disaccordi sulla lingua nativa, lo stile, l'accompagnamento e l'autenticità. I critici dell'approccio perseguito da MacColl/Seeger e dai loro aderenti The Critics Group guardavano alla loro visione della classe operaia industrializzata ed alle canzoni "urbane" in generale tanto romantica quanto lo era quella di Sharp sui lavoratori agricoli. Poiché la maggior parte dei club folk si trovavano in città e paesi, il loro pubblico era composto principalmente da lavoratori urbani, professionisti, intellettuali, studenti, attivisti e visitatori. Nonostante questi problemi e la portata limitata del revival, il movimento assicurò comunque la memoria della musica folk britannica e la continuazione come tradizione viva ed suonata.